# La Unión (Antioquia)
Pour les articles homonymes, voir La Unión.
La Unión est une municipalité de Colombie située dans le département d'Antioquia.
Le 28 novembre 2016, le vol 2933 de la compagnie aérienne LaMia s'écrase sur le territoire de la commune.